# سیارک ۲۵۵۵۱
سیارک ۲۵۵۵۱ (به انگلیسی: 25551 Drewhall، نامگذاری:1999XP168) بیست و پنج هزار و پانصد و پنجاه و یکمین سیارک کشف شده‌است که در ۱۰ دسامبر ۱۹۹۹ کشف شد.
قدر مطلق سیارک برابر ۱۳.۵ است.